# Katharinenkapelle Haus im Ennstal

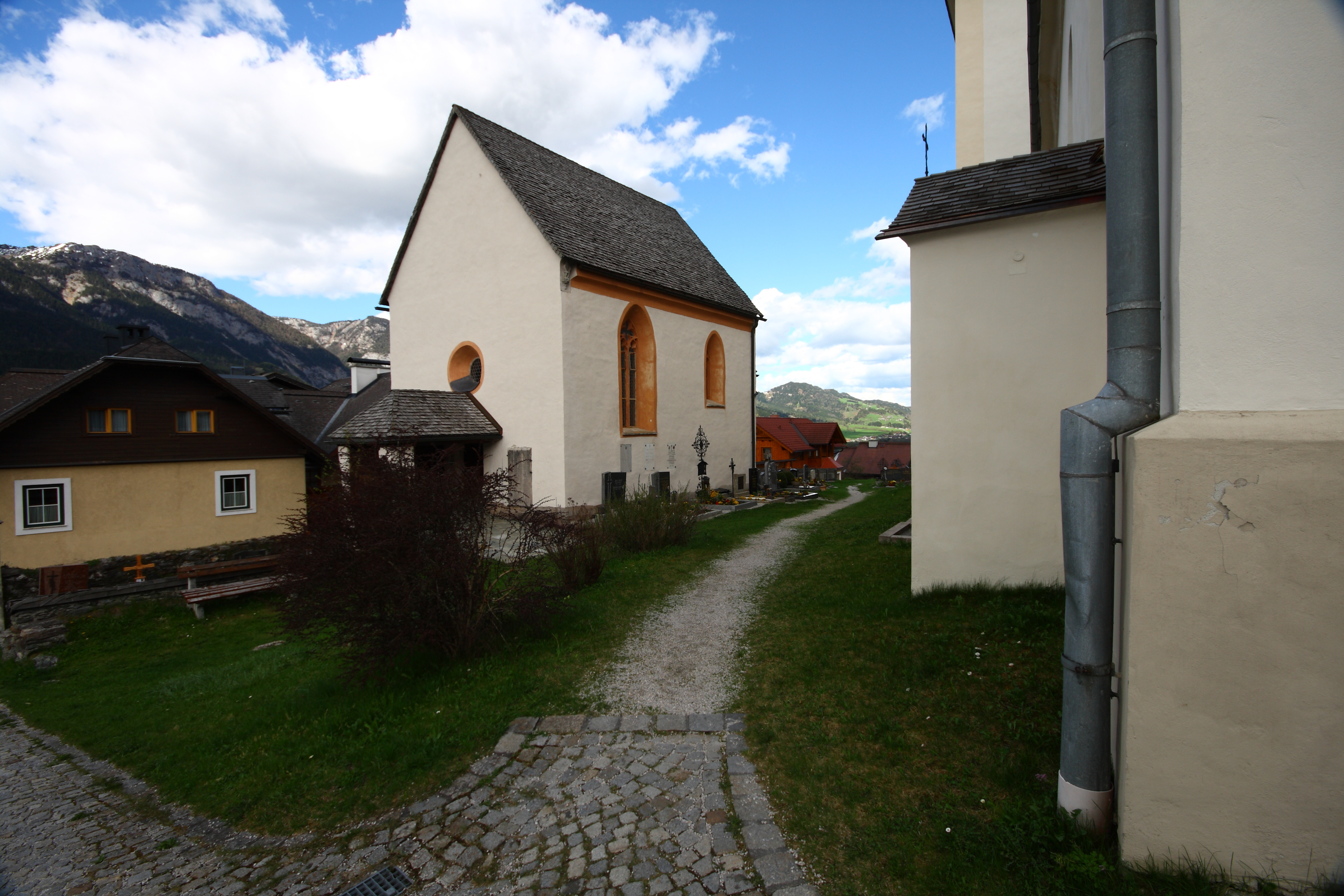
Katholische Friedhofskapelle in Haus im Ennstal

Die römisch-katholische Katharinenkapelle steht im Friedhof nördlich neben der Pfarrkirche Haus im Ennstal in der Marktgemeinde Haus im Bezirk Liezen in der Steiermark. Die Friedhofskapelle steht unter Denkmalschutz (Listeneintrag).

## Geschichte
Die Katharinenkapelle wurde Anfang des 15. Jahrhunderts erbaut und vor 1422 geweiht; Patronin ist die hl. Katharina von Alexandrien. Ein Brand im Jahr 1917 beschädigte die Kapelle. Von 1961 bis 1964 wurde sie restauriert. Dabei wurde das Beinhaus im Untergeschoß geöffnet, die Gebeine wurden wissenschaftlich untersucht und anschließend bestattet oder, neugeordnet, wieder in der Kapelle beigesetzt. Heute dient die Kapelle als Aufbahrungshalle.

## Architektur
Die zweigeschoßige Friedhofskirche hat im Untergeschoß einen zweijochigen Karner mit geradem Abschluss und ein Kreuzgewölbe. Das Obergeschoß ist zweijochig mit einem Netzrippengewölbe mit Zweiparallelrippen, der stark eingezogene niedrige Chor mit einem Fünfachtelschluss hat ein Kreuzrippengewölbe auf Konsolen und Maßwerkfenster. Die Wandmalereien sind mit 1616 datiert und zeigen die Marienkrönung, Heilige und Kirchenväter. Außen an der Südseite hockt auf einer Konsole ein Männchen.

## Einrichtung
Das romanische Kruzifix aus der Zeit um 1150 wurde aus Oberhaus hierher übertragen. Ein Altarfragment mit dem Bild hl. Sebastian entstand um die Mitte des 17. Jahrhunderts. Die Statuen der Schmerzhaften Muttergottes und Engel schuf Balthasar Prandtstätter, die Engel laut Chronogramm 1743. Barocke Bilder zeigen die Vierzehn Nothelfer. Ein Gemälde mit dem hl. Florian von 1739 zeigt eine Ansicht des Ortes Haus vor dem Brand von 1750.